# Tarum
Tarum (hebrejsky תָּרוּם, v oficiálním přepisu do angličtiny Tarum) je vesnice typu mošav v Izraeli, v Jeruzalémském distriktu, v Oblastní radě Mate Jehuda.

## Geografie
Leží v nadmořské výšce 288 metrů na zalesněných svazích na západním okraji Judských hor v Jeruzalémském koridoru, v místech kde se terén začíná sklánět do pahorkatiny Šefela. Severně od vesnice se rozkládá Ešta'olský les vysázený Židovským národním fondem, který je součástí rozsáhlejšího lesního komplexu zvaného Rabinův park.
Obec se nachází 31 kilometrů od břehu Středozemního moře, cca 37 kilometrů jihovýchodně od centra Tel Avivu a cca 24 kilometrů západně od historického jádra Jeruzalému. Tarum obývají Židé, přičemž osídlení v tomto regionu je etnicky převážně židovské. Mošav je situován 4 kilometry od Zelené linie, která odděluje Izrael v jeho mezinárodně uznávaných hranicích a Západní břeh Jordánu, respektive od nárazníkové zóny v prostoru Latrunu. Počátkem 21. století byla ale plocha Latrunského výběžku s demografickou dominancí Židů fakticky anektována k Izraeli pomocí bezpečnostní bariéry a dále s severovýchodu ležící arabské (palestinské) oblasti Západního břehu fyzicky odděleny.
Tarum je na dopravní síť napojen pomocí dálnice číslo 44.

## Dějiny

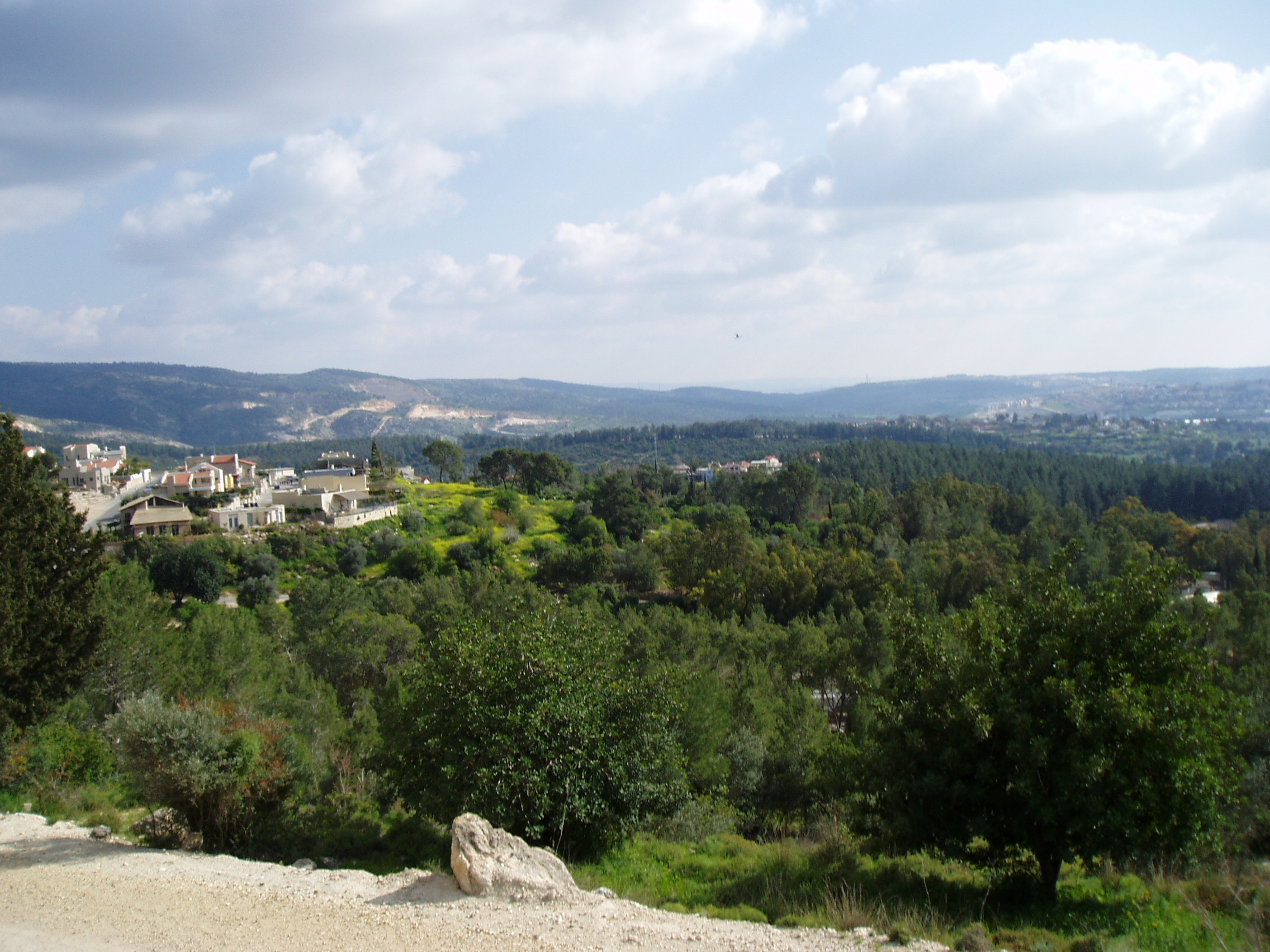
Ešta'olský les

Tarum byl založen v roce 1950. Jméno je inspirováno citátem z Bible z Knihy žalmů 89,14: „V své paži máš bohatýrskou sílu, tvá ruka je mocná, tvá pravice pozdvižená“
Novověké židovské osidlování tohoto regionu začalo po válce za nezávislost tedy po roce 1948, kdy Jeruzalémský koridor ovládla izraelská armáda a kdy došlo k vysídlení většiny zdejší arabské populace. Zhruba jeden kilometr jižně od dnešní obce se nacházela v lokalitě Tel Cor'a do roku 1948 arabská vesnice Sar'a se zbytky starého osídlení. V Bibli se nazývala Sur'a nebo Zora, později Danite. Římané ji nazývali Sarea. Od středověku tu pak bylo arabské osídlení. Stály tu dvě muslimské svatyně, jedna z nich se nazývala al-Nabi Samat. Roku 1931 zde žilo 271 lidí v 65 domech, roku 1948 394 v 94 domech. Izraelci byla vesnice dobyta v červenci 1948. Její zástavba zpočátku sloužila pro ubytování židovských osadníků, v roce 1949 byla zbořena.
Ke zřízení mošavu došlo 19. května 1950. Zakladateli byla skupina Židů z Jemenu, kteří se do Izraele dostali v rámci Operace Létající koberec, napojená na organizaci ha-Po'el ha-Mizrachi. Po několika letech populaci vesnice posílila i skupina Židů z jižní Indie (z okolí města Kočin).

## Demografie
Podle údajů z roku 2014 tvořili naprostou většinu obyvatel v Tarum Židé (včetně statistické kategorie "ostatní", která zahrnuje nearabské obyvatele židovského původu ale bez formální příslušnosti k židovskému náboženství).
Jde o menší obec vesnického typu s dlouhodobě rostoucí populací. K 31. prosinci 2014 zde žilo 772 lidí. Během roku 2014 populace stoupla o 6,6 %.
| Rok            | 1961 | 1972 | 1983 | 1995 | 2001 | 2003 | 2004 | 2005 | 2006 | 2007 | 2008 | 2009 | 2010 | 2011 | 2012 | 2013 | 2014 |
| -------------- | ---- | ---- | ---- | ---- | ---- | ---- | ---- | ---- | ---- | ---- | ---- | ---- | ---- | ---- | ---- | ---- | ---- |
| Počet obyvatel | 304  | 376  | 362  | 422  | 478  | 484  | 471  | 475  | 488  | 482  | 511  | 568  | 598  | 599  | 600  | 724  | 772  |